# 昆仑蒿
昆仑蒿（学名：Artemisia nanschanica）为菊科蒿属的植物，为中国的特有植物。分布在中国大陆的西藏、青海、甘肃、新疆等地，生长于海拔2,100米至5,300米的地区，常生长在滩地、干山坡、草原和砾质坡地等，目前尚未由人工引种栽培。

## 别名
祁连山蒿（俗称），南山蒿（甘肃）